# سیارک ۷۴۹۷
سیارک ۷۴۹۷ (به انگلیسی: 7497 Guangcaishiye، نامگذاری:1995YY21) هفت هزار و چهارصد و نود و هفتمین سیارک کشف شده‌است که در ۱۷ دسامبر ۱۹۹۵ کشف شد.
قدر مطلق سیارک برابر ۱۳٫۵۰ است.